# Сейл, Вирджиния
Вирджиния Сейл (англ. Virginia Sale; 20 мая 1899, Эрбана, Иллинойс — 23 августа 1992, Вудленд-Хиллз, Калифорния) — американская характерная актриса радио, театра, кино и телевидения. Её кинокарьера продолжалась почти полвека, за которые она появилась в 165 фильмах и сериалах (в том числе в 74 случаях в эпизодических ролях без указания в титрах), причём сама актриса утверждала о «более 300 второстепенных ролях». Актёрский образ — зрелые и пожилые женщины (Сейл играла такие роли даже в начале карьеры, когда её ещё даже не было 30 лет).

## Биография
Вирджиния Сейл родилась 20 мая 1899 года в городке Эрбана (штат Иллинойс, США). Отец — Фрэнк Орвилл, мать — Лилли Белль (Партлоу) Сейл, старший брат — Чарльз «Чик» Сейл (1885—1936; был водевиль-комиком и киноактёром).
Сейл поступила в Университет Иллинойса, отучилась там два года, затем перевелась в Американскую академию драматического искусства в Нью-Йорке, которую и окончила. Получив образование и решив стать актрисой, девушка уехала на другой конец страны — в Голливуд. С 1927 года Сейл начала сниматься в кино, на самом закате эпохи немого кино, без трудностей перешла в эру кино звукового.
С 1947 по 1964 год не снималась (за единичными исключениями), затем вернулась на экраны, но уже снималась редко, преимущественно в гостевых ролях в телесериалах. В 1975 году окончила карьеру и через некоторое время переехала жить в дом престарелых Фонда кино и телевидения. Там же и скончалась (Вудленд-Хиллз, Лос-Анджелес) 23 августа 1992 года от сердечной недостаточности. Похоронена на другом конце страны на Арлингтонском национальном кладбище рядом с мужем, который заслужил это престижное место упокоения за свою службу на Первой мировой войне.
Личная жизнь

В 1935 году Сейл вышла замуж за бывшего военного, а ныне малоизвестного актёра по имени Сэм Рен (1896—1962). Брак продолжался 27 лет до самой смерти мужчины. От брака остались двое детей — близнецы Вирджиния и Кристофер (род. 1936).

## Бродвейские работы
- 1922 — Монмартр / Montmartre — девушка в сером
- 1935 — Играй, гений, играй! / Play, Genius, Play! — Дженни

## Фильмография

### Широкий экран
В титрах указана
- 1930 — Шоугёл в Голливуде[англ.] / Showgirl in Hollywood — секретарша кинопродюсера Сэма Отиса
- 1930 — Моби Дик[англ.] / Moby Dick — старая дева
- 1933 — Оливер Твист[англ.] / Oliver Twist — миссис Сауербери
- 1934 — Мадам ДюБарри[англ.] / Madame Du Barry — Софи, дочь короля
- 1934 — Человек с двумя лицами[англ.] / The Man with Two Faces — Пибоди, секретарша продюсера Бена Уэстона
- 1936 — Трое на лошади[англ.] / Three Men on a Horse — горничная
- 1937 — Топпер[англ.] / Topper — мисс Джонсон
- 1940 — Плавящееся золото[англ.] / Flowing Gold — медсестра
- 1941 — Нью-орлеанский огонёк / The Flame of New Orleans — двоюродная сестра
- 1941 — Гарвард, вот и я![англ.] / Harvard, Here I Come — мисс Фрисби
- 1942 — Крутой парень / The Big Shot — миссис Миггс
- 1944 — Когда незнакомцы женятся / When Strangers Marry — гостиничная горничная
- 1944 — Тёмная гора[англ.] / Dark Mountain — Алета Бейтс
- 1944 — Тонкий человек едет домой[англ.] / The Thin Man Goes Home — жена Тома
- 1945 — Сигнал об опасности / Danger Signal — миссис Крокетт
- 1946 — ? / Badman's Territory — Мег
- 1947 — Улица Трейл[англ.] / Trail Street — Ханна
- 1973 — Слизняк[англ.] / Slither —  ведущая игры в бинго

В титрах не указана
- 1928 — Толпа / The Crowd — двоюродная сестра Мэри Симс
- 1929 — Утомлённая река — шумная женщина
- 1929 — Зачем быть хорошим?[англ.] / Why Be Good? — секретарша Уинтропа Пибоди-младшего
- 1930 — Свободные лодыжки[англ.] / Loose Ankles — миссис Берри из Уолла-Уолла
- 1930 — Бродвейский Лорд Байрон[англ.] / Lord Byron of Broadway — кокетливая вдова
- 1930 — Яркий свет[англ.] / Bright Lights — «плаксивая сестричка[англ.]» (репортёр)
- 1930 — Солдатская игрушка[англ.] / A Soldier's Plaything — спикер по подбору персонала
- 1930 — Ночи в Венеции[англ.] / Viennese Nights — Эмма Штирнер
- 1931 — Огромная поляна[англ.] / The Great Meadow — поселенец-первопроходец
- 1931 — Грех Мадлон Клоде[англ.] / The Sin of Madelon Claudet — монахиня благотворительного прихода
- 1932 — Вокзал «Юнион Депо»[англ.] / Union Depot — женщина на платформе, высматривающая актрису
- 1932 — Ты слушаешь?[англ.] / Are You Listening? — Марджори
- 1932 — Двое против всего мира[англ.] / Two Against the World — радио-комментатор
- 1935 — Мы при деньгах[англ.] / We're in the Money — няня в парке
- 1937 — Семейное дело[англ.] / A Family Affair — редактор отдела социальных новостей газеты Daily Star
- 1937 — Думай быстро, мистер Мото[англ.] / Think Fast, Mr. Moto — стюардесса на корабле
- 1937 — Ты моя душенька[англ.] / You're a Sweetheart — таращащаяся жена на открытии
- 1939 — Леди из Кентукки[англ.] / The Lady's from Kentucky — кассирша
- 1939 — Чарли Чан в Рено[англ.] / Charlie Chan in Reno — горничная
- 1939 — Задержите рассвет[англ.] / When Tomorrow Comes — официантка
- 1939 — Удивительный мистер Уильямс[англ.] / The Amazing Mr. Williams — мисс Мейсон, школьная учительница
- 1940 — Сорок маленьких матерей[англ.] / Forty Little Mothers — мисс Фейрвелл
- 1940 — Женитьба врача[англ.] / The Doctor Takes a Wife — школьная учительница
- 1940 — Ховарды из Вирджинии[англ.] / The Howards of Virginia — соседка
- 1940 — Играйте, музыканты[англ.] / Strike Up the Band — учительница музыки
- 1941 — Переулок[англ.] / Back Street — миссис Джонсон
- 1941 — Один шаг в раю[англ.] / One Foot in Heaven — сестра Сейл в кинотеатре
- 1941 — Жаворонок[англ.] / Skylark — женщина в вагоне метро
- 1941 — Они умерли на своих постах / They Died with Their Boots On — медсестра
- 1942 — Мисс Энни Руни[англ.] / Miss Annie Rooney — мать Миртл
- 1942 — Питтсбург[англ.] / Pittsburgh — миссис Хиггинс
- 1943 — Побудка с Беверли[англ.] / Reveille with Beverly — миссис Браунинг
- 1943 — Бей по льду[англ.] / Hit the Ice — медсестра, падающая в обморок
- 1943 — То, что она не отдаст[англ.] / Hers to Hold — сотрудница
- 1943 — Истребитель[англ.] / Destroyer — старая дева
- 1943 — Вся банда в сборе / The Gang's All Here — мисс Кастер, секретарша
- 1944 — Джени[англ.] / Janie — соседка
- 1944 — Снова вместе[англ.] / Together Again — секретарша
- 1944 — Не могу не петь / Can't Help Singing — жительница Вашингтона
- 1945 — Вне этого мира[англ.] / Out of This World — старая дева
- 1945 — Рапсодия в голубых тонах[англ.] / Rhapsody in Blue — кассирша
- 1945 — Её Высочество и посыльный[англ.] / Her Highness and the Bellboy — тётушка Гертруда Оделл
- 1945 — Звезда в ночи[англ.] / Star in the Night — мисс Робертс
- 1946 — Ночь и день[англ.] / Night and Day — жена священника
- 1967 — Как преуспеть в бизнесе, ничего не делая / How to Succeed in Business Without Really Trying — уборщица

### Телевидение
- 1951 — Видео-театр «Люкс»[англ.] / Lux Video Theatre — миссис Данбар (в эпизоде The Purple Doorknob)
- 1960 — Истории Уэллс-Фарго[англ.] / Tales of Wells Fargo — горожанка (в эпизоде Threat of Death[англ.])
- 1960 — Успех Доби Гиллис[англ.] / The Many Loves of Dobie Gillis — покупательница в обувном магазине (в эпизоде Put Your Feet in Our Hands[англ.])
- 1964 — Бен Кейси / Ben Casey — миссис Герстман (в эпизоде Onions and Mustard Seed Will Make Her Weep[англ.])
- 1964 — Деревенщина в Беверли-Хиллз[англ.] / The Beverly Hillbillies — женщина-курица (в эпизоде Doctor Jed Clampett[англ.])
- 1964, 1966 — Шоу Энди Гриффита / The Andy Griffith Show — женщина • миссис Беггс (в 2 эпизодах[англ.])
- 1964—1969 — Станция Юбочкино[англ.] / Petticoat Junction — Мира Кинг • Мод Блейк • Сельма Плаут (в 8 эпизодах[англ.])
- 1965 — Боб Хоуп представляет Театр Крайслера[англ.] / Bob Hope Presents the Chrysler Theatre — миссис Керр (в эпизоде The Loving Cup)
- 1965 — Дикий, дикий Вест[англ.] / The Wild Wild West — тётушка Марта (в эпизоде The Night of the Janus[англ.])
- 1966 — Зелёные просторы / Green Acres — Сельма Плаут (в эпизоде Culture[англ.])
- 1967 — Я — шпион[англ.] / I Spy — Этель (в эпизоде Apollo)
- 1975 — Женщина-полицейский / Police Woman — старушка (в эпизоде Don't Feed the Pigeons[англ.])